# Мемориальный комплекс «Курская дуга»
Курская дуга  — мемориальный комплекс, расположенный вдоль проспекта Победы города Курска. Объекты комплекса служат цели увековечивания подвига советского народа в Курской битве времён Великой Отечественной войны. Открытие состоялось к 55-летию Курской битвы 5 июля 1998 года.

## Объекты комплекса "триумфальная арка"

### Триумфальная арка
Триумфальная арка, построенная в 2000 году, является центральным объектом мемориального комплекса. Она символизирует победу над вражескими захватчиками. Высота сооружения составляет 23,5 м. Арка украшена скульптурами воинов разных эпох: древнерусского воина, гренадёра, пехотинца и танкиста времён Курской битвы.

### Памятник маршалу Жукову
Памятник Георгию Жукову изображает маршала в полный рост. Его авторами выступили курские скульпторы В. И. Бартенев и И. А. Минин.

### Храм Св. Георгия Победоносца
Храм Святого Великомученика Георгия Победоносца был возведён по проекту курских архитекторов Валерия Михайлова и Павла Пахомова в 2008 году. Освящён 5 октября 2008 года (в год 65-летия Курской битвы) архиепископом Курским и Рыльским Германом. Внутри храма располагаются около семи тысяч мраморных табличек с именами погибших на Курской дуге советских воинов. 

### Стела «Город воинской славы»
Стела «Курск — Город воинской славы» была открыта на территории мемориального комплекса 22 апреля 2010 года, спустя три года после присвоения Курску почётного звания РФ Город воинской славы .

### Аллея военной техники
На территории комплекса «Курская дуга» находится аллея военной техники времён Великой Отечественной войны. Здесь представлены образцы бронетехники, средство ПВО, а также ствольная артиллерия и самоходная артиллерийская установка. На аллеи находятся боевая машина реактивной артиллерии БМ-13 «Катюша», САУ ИСУ-152, пушки ЗиС-3, ЗиС-2, Д-44, БС-3, М-30, зенитная пушка АЗП-39, гаубица Д-1, танк Т-34.

### Другие объекты
Гранитное надгробие «Неизвестному солдату Курской земли» с чередой взлетающих журавлей установлено на братской могиле красноармейцев, расстрелянных на этом месте нацистами. Останки их тел обнаружили во время строительства комплекса. В память о героях Великой Отечественной войны на территории мемориального комплекса «Курская дуга» горит Вечный огонь.